# Waunana eberhardi
Waunana eberhardi is een spinnensoort uit de familie trilspinnen (Pholcidae). De soort komt voor in Colombia.